# Sven Lundgren
Sven Lundgren   (Bromma i Estocolm, 29 de setembre de 1896 - Bromma, 18 de juny de 1960) fou un atleta suec, especialista en curses de mig fons, que va competir en els anys posteriors a la Primera Guerra Mundial.
El 1920 va prendre part en els Jocs Olímpics d'Anvers, on disputà tres proves del programa d'atletisme. Guanyà la medalla de bronze en la cursa dels 3.000 metres per equips, formant equip amb Eric Backman i Edvin Wide, mentre en els 1.500 metres fou cinquè i en els 800 metres quedà eliminat en sèries.
Quatre anys més tard, als Jocs de París, disputà les curses dels 3.000 metres per equips i 800 metres, però en ambdues quedà eliminat en sèries.
Lundgren va guanyar vuit campionats nacionals suecs, quatre en els 800 metres i quatre en els 1.500 metres. Entre 1922 i 1926 va posseir el rècord mundial dels 1.000 metres, i entre 1919 a 1925 en del relleu 4×1.500 metres.

## Millors marques
- 800 metres. 1' 54.3" (1921)
- 1.500 metres. 3' 59.3" (1924)
- Milla. 4' 22.8" (1919)
- 5.000 metres. 15' 27.3" (1918)[1][3]